# Partit Progressista (Japó, 1987)
El Partit Progressista (進歩党, Shinpo-tō) fou un partit polític japonés sorgit al voltant de la figura de l'ex-ministre i diputat Seiichi Tagawa després de la dissolució del Nou Club Liberal (NCL). Tagawa fou l'únic president del partit durant l'existència d'aquest.
Fundat l'any 1987 i amb una escassíssima representació política, el Partit Progressista (PP) es va dissoldre l'any 1993 quan Seiichi Tagawa abandonà la política.

## Resultats electorals

### Cambra de Representants
| Any  | Líder          | Vots    | %    | Escons  | +/– | Govern   |
| ---- | -------------- | ------- | ---- | ------- | --- | -------- |
| 1990 | Seiichi Tagawa | 281.793 | 0,43 | 1 / 512 | Nou | Oposició |

### Cambra de Consellers
| Any  | Líder | Vots    | %    | Escons  | +/– | Govern   |
| ---- | ----- | ------- | ---- | ------- | --- | -------- |
| 1989 | n/a   | n/a     | n/a  | 0 / 252 | Nou | Oposició |
| 1992 | n/a   | 348.264 | 0,77 | 0 / 252 | =   | Oposició |